# Viktória Kužmová
Viktória Kužmová, (férje utáni nevén Viktória Hrunčáková), (Kassa, 1998. május 11. –) szlovák hivatásos teniszezőnő, párosban junior Grand Slam-tornagyőztes.
A 2013. évi nyári európai ifjúsági olimpiai fesztiválon egyéniben és párosban is aranyérmet szerzett.
2014 óta profi teniszjátékos. A 2015-ös US Openen megnyerte a junior lányok páros versenyét, a 2016-os US Openen a junior lányok között egyéniben döntőt játszott.
Eddigi pályafutása során párosban öt WTA-tornagyőzelmet aratott, emellett egyéniben 16, párosban kilenc ITF-tornán végzett az első helyen. Legjobb világranglista helyezése egyéniben a 43. hely, amelyre 2019. március 4-én került, párosban a 27. hely amelyet 2021. március 8-án ért el. Felnőtt Grand Slam-tornákon a legjobb egyéni eredményeként a 2019-es Roland Garroson a 3. körbe jutott, míg párosban a legjobb eredménye a 2019-es US Openen elért elődöntő.
A 2018-as Hungarian Ladies Openen Budapesten az elődöntőig jutott.

### Junior Grand Slam döntői

#### Egyéni

##### Elveszített döntői (1)
| Év   | Bajnokság | Borítás | Ellenfél  | Eredmény |
| ---- | --------- | ------- | --------- | -------- |
| 2016 | US Open   | Kemény  | Kayla Day | 3–6, 2–6 |

#### Páros

##### Győzelmek (1)
| Év   | Bajnokság | Borítás | Partner                | Ellenfél                              | Eredmény |
| ---- | --------- | ------- | ---------------------- | ------------------------------------- | -------- |
| 2015 | US Open   | Kemény  | Alekszandra Poszpelova | Anna Kalinszkaja Anasztaszja Potapova | 7–5, 6–2 |

## WTA döntői

### Páros

#### Győzelmei (5)
| Összesítés            |                               |
| Grand Slam-torna (0)  |                               |
| Premier Mandatory (0) | WTA 1000 (mandatory)* (0)     |
| Premier Five (0)      | WTA 1000 (non-mandatory)* (0) |
| Premier (0)           | WTA 500* (0)                  |
| International (2)     | WTA 250* (3)                  |

*2021-től megváltozott a tornák kategóriáinak elnevezése.
|    | Dátum             | Torna                        | Borítás    | Partner            | Ellenfelek a döntőben                  | Eredmény a döntőben |
| 1. | 2019. május 3.    | Prague Open, Prága           | Kemény (f) | Anna Kalinszkaja   | Nicole Melichar Květa Peschke          | 4–6, 7–5, [10–7]    |
| 2. | 2019. július 21.  | BRD Bucharest Open, Bukarest | Salak      | Kristýna Plíšková  | Jaqueline Cristian Elena-Gabriela Ruse | 6–4, 7–6(3)         |
| 3. | 2021. március 7.  | Lyon Open, Lyon              | Kemény     | Arantxa Rus        | Eugenie Bouchard Olga Danilović        | 3–6, 7–5, [10–7]    |
| 4. | 2023. február 12. | Ladies Linz, Linz            | Kemény (f) | Natyela Dzalamidze | Anna-Lena Friedsam Nagyija Kicsenok    | 4–6, 7–5, [12–10]   |
| 5. | 2024. január 7.   | Auckland Classic, Auckland   | Kemény     | Anna Danilina      | Marie Bouzková Bethanie Mattek-Sands   | 6–3, 6–7(5), [10–8] |

#### Elveszített döntői (3)
|    | Dátum            | Torna                                       | Borítás    | Partner          | Ellenfelek a döntőben                     | Eredmény a döntőben |  |
| 1. | 2019. február 3. | St. Petersburg Ladies Trophy, Szentpétervár | Kemény (f) | Anna Kalinszkaja | Margarita Gaszparjan Jekatyerina Makarova | 5–7, 5–7            |  |
| 2. | 2021. február 7. | Yarra Valley Classic, Melbourne             | Kemény     | Anna Kalinszkaja | Aojama Súko Sibahara Ena                  | 3–6, 4–6            |  |
| 3. | 2021. július     | Prague Open, Prága                          | Kemény     | Nina Stojanović  | Marie Bouzková Lucie Hradecká             | 6–7(3), 4–6         |  |

## ITF-döntői

### Egyéni: 32 (17–15)
| Díjazás              |
| -------------------- |
| $100,000 torna       |
| $75,000/80,000 torna |
| $50,000/60,000 torna |
| $40,000 torna        |
| $25,000/35,000 torna |
| $10,000/15,000 torna |

| Borításonként |
| ------------- |
| Kemény (9–11) |
| Salak (4–2)   |
| Fű (1–0)      |
| Szőnyeg (3–2) |

| Eredmény | #   | Dátum                | Torna                               | Borítás    | Ellenfél                  | Eredmény         |
| -------- | --- | -------------------- | ----------------------------------- | ---------- | ------------------------- | ---------------- |
| Győztes  | 1.  | 2014. október 19.    | Iráklio, Görögország                | Kemény     | Barbara Haas              | 6–4, 6–3         |
| Győztes  | 2.  | 2015. április 12.    | Iráklio, Görögország                | Kemény     | Valendíni Gramatikopúlu   | 6–3, 6–4         |
| Győztes  | 3.  | 2015. május 10.      | Antalya, Törökország                | Kemény     | Aljona Szotnikova         | 6–3, 7–6(5)      |
| Győztes  | 4.  | 2015. szeptember 27. | Sarm es-Sejk, Egyiptom              | Kemény     | Freya Christie            | 7–6(4), 7–5      |
| Győztes  | 5.  | 2015. október 5.     | Sarm es-Sejk, Egyiptom              | Kemény     | Lu Csia-hszi              | 6–2, 6–1         |
| Döntős   | 1.  | 2016. február 7.     | Antalya, Törökország                | Salak      | Anne Schäfer              | 6–2, 2–6, 0–6    |
| Győztes  | 6.  | 2016. március 6.     | Sarm es-Sejk, Egyiptom              | Kemény     | Varvara Flink             | 4–6, 6–2, 6–1    |
| Döntős   | 2.  | 2016. április 10.    | Antalya, Törökország                | Kemény     | Viktorija Tomova          | 6–7(5), 2–6      |
| Győztes  | 7.  | 2016. július 2.      | Banja Luka, Bosznia-Hercegovina     | Salak      | Manca Pislak              | 6–0, 6–1         |
| Győztes  | 8.  | 2016. július 10.     | Niš, Szerbia                        | Salak      | Mira Antonitsch           | 6–1, 6–2         |
| Győztes  | 9.  | 2016. szeptember 18. | Lubbock, Egyesült Államok           | Kemény     | Freya Christie            | 6–0, 7–5         |
| Döntős   | 3.  | 2016. október 1.     | Brisbane, Ausztrália                | Kemény     | Lizette Cabrera           | 2–6, 4–6         |
| Döntős   | 4.  | 2016. október 15.    | Cairns, Ausztrália                  | Kemény     | Olivia Rogowska           | 1–6, 5–7         |
| Döntős   | 5.  | 2017. február 26.    | Perth, Ausztrália                   | Kemény     | Destanee Aiava            | 1–6, 1–6         |
| Győztes  | 10. | 2017. március 12.    | Mildura, Ausztrália                 | Fű         | Katie Boulter             | 6–2, 6–4         |
| Döntős   | 6.  | 2017. április 9.     | Isztambul, Törökország              | Kemény     | Viktorija Tomova          | 4–6, 6–4, 2–6    |
| Győztes  | 11. | 2017. július 22.     | Imola, Olaszország                  | Szőnyeg    | Stefania Rubini           | 6–3, 6–3         |
| Döntős   | 7.  | 2017. augusztus 12.  | Chiswick, Egyesült Királyság        | Kemény     | Vitalija Gyjacsenko       | 3–6, 4–6         |
| Győztes  | 12. | 2018. március 18.    | Sencsen, Kína                       | Kemény     | Anna Kalinszkaja          | 7–5, 6–3         |
| Győztes  | 13. | 2018. május 20.      | Trnava, Szlovákia                   | Salak      | Verónica Cepede Royg      | 6–4, 1–6, 6–1    |
| Győztes  | 14. | 2018. június 15.     | Budapest, Magyarország              | Salak      | Jekatyerina Alekszandrova | 6–3, 4–6, 6–1    |
| Döntős   | 8.  | 2018. december 15.   | Dubaj, Egyesült Arab Emírségek      | Kemény     | Peng Suaj                 | 0–6, 3–6         |
| Döntős   | 9.  | 2022. június 12.     | Pörtschach am Wörther See, Ausztria | Salak      | Laura Siegemund           | 2–6, 2–6         |
| Döntős   | 10. | 2022. november 27.   | Ortisei, Olaszország                | Kemémy (f) | Ana Konjuh                | 6–3, 5–7, 6–7(2) |
| Döntős   | 11. | 2023. január 22.     | Tallinn, Észtország                 | Kemémy (f) | Zeynep Sönmez             | 6–7(5), 6–3, 3–6 |
| Győztes  | 15. | 2024. március 17.    | Solarino, Olaszország               | Szőnyeg    | Robin Anderson            | 6–2, 6–3         |
| Győztes  | 16. | 2024. március 31.    | Muraszombat, Szlovénia              | Kemény (f) | Valerija Szavinih         | 6–0, 6–3         |
| Győztes  | 17. | 2024. július 14.     | Don Benito, Spanyolország           | Szőnyeg    | Natalija Stevanović       | 6–2, 3–6, 6–4    |
| Döntős   | 12. | 2025. február 16.    | Birmingham, Egyesült Királyság      | Kemémy (f) | Clervie Ngounoue          | 6–4, 2–6, 3–6    |
| Döntős   | 13. | 2025. március 16.    | Solarino, Olaszország               | Szőnyeg    | Joanna Garland            | 6–7 (4), 2–6     |
| Döntős   | 14. | 2025. április 20.    | Sarm es-Sejk, Egyiptom              | Kemény     | Polina Jacenko            | 2–6, 2–6         |
| Döntős   | 15. | 2025. július 13..    | Don Benito, Spanyolország           | Szőnyeg    | Katie Swan                | 6–7(5), 1–6      |

### Páros: 14 (9–5)
| Díjazás              |
| -------------------- |
| $100,000 torna       |
| $75,000/80,000 torna |
| $50,000/60,000 torna |
| $25,000/35,000 torna |
| $10,000 torna        |

| Borításonként |
| ------------- |
| Kemény (8–3)  |
| Salak (0–2)   |
| Fű (0–0)      |
| Szőnyeg (1–0) |

| Eredmény | No. | Dátum                | Torna                            | Borítás    | Partner             | Ellenfelek                                      | Eredmény                |
| -------- | --- | -------------------- | -------------------------------- | ---------- | ------------------- | ----------------------------------------------- | ----------------------- |
| Döntős   | 1.  | 2015. március 23.    | Iráklio, Görögország             | Kemény     | Petra Rohanová      | Valendíni Gramatikopúlu Anasztaszija Komargyina | 5–7, 2–6                |
| Győztes  | 1.  | 2015. október 12.    | Iráklio, Görögország             | Kemény     | Raluca Șerban       | Steffi Distelmans Kelly Versteeg                | 6–2, 6–0                |
| Győztes  | 2.  | 2016. január 26.     | Antalya, Törökország             | Kemény     | Petra Uberalová     | Lina Gjorcheska Ioana Loredana Rosca            | 7–6(3), 6–7 (6), [10–5] |
| Döntős   | 2.  | 2016. június 27.     | Banja Luka, Bosznia-Hercegovina  | Salak      | Julia Stamatova     | Barbara Kötelesová Manca Pislak                 | 7–6(5), 4–6, [5–10]     |
| Döntős   | 3.  | 2016. augusztus 15.  | Zólyomlipcse, Szlovákia          | Salak      | Barbara Kötelesová  | Petra Krejsová Chantal Škamlová                 | 2–6, 1–6                |
| Győztes  | 3.  | 2016. október 3.     | Toowoomba, Ausztrália            | Kemény     | Gálfi Dalma         | Gabriela Cé Tereza Mihalíková                   | 6–4, 7–6(4)             |
| Győztes  | 4.  | 2017. szeptember 17. | Batumi, Grúzia                   | Kemény     | Ysaline Bonaventure | Tatia Mikadze Sofia Shapatava                   | 6–1, 6–3                |
| Győztes  | 5.  | 2018. március 17.    | Sencsen, Kína                    | Kemény     | Anna Kalinszkaja    | Danka Kovinić Vang Hszin-jü                     | 6–4, 1–6, [10–7]        |
| Győztes  | 6.  | 2018. március 31.    | Croissy-Beaubourg, Franciaország | Kemény (f) | Anna Kalinszkaja    | Petra Krejsová Jesika Malečková                 | 7–6(5), 6–1             |
| Győztes  | 7.  | 2021. november 27.   | Dubaj, Egyesült Arab Emírségek   | Kemény     | Anna Danilina       | Angelina Gabujeva Anasztaszija Zaharova         | 4–6, 6–3, [10–2]        |
| Döntős   | 4.  | 2022. november 20.   | Pozsony, Szlovákia               | Kemény (f) | Katarína Kužmová    | Jesika Malečková Renata Voráčová                | 6–2, 5–7, [11–13]       |
| Győztes  | 8.  | 2024. április 28.    | Lopota, Grúzia                   | Kemény     | Tereza Valentová    | Hanatani Nagi Urszula Radwańska                 | 6–2, 6–1                |
| Döntős   | 5.  | 2025. február 15.    | Birmingham, Egyesült Királyság   | Kemény (f) | Alicja Rosolska     | Francisca Jorge Matilde Jorge                   | 2–6, 6–4, [5–10]        |
| Győztes  | 9.  | 2025. március 15.    | Solarino, Olaszország            | Szőnyeg    | Katarína Kužmová    | Sofia Costoulas Katharina Hobgarski             | 6–7(4), 6–4, [10–5]     |

## Eredményei Grand Slam-tornákon

### Egyéni
| Grand Slam | Australian Open | Australian Open  | Roland Garros  | Roland Garros     | Wimbledon      | Wimbledon        | US Open        | US Open            |
| Év         | Eredmény        | Utolsó ellenfél  | Eredmény       | Utolsó ellenfél   | Eredmény       | Utolsó ellenfél  | Eredmény       | Utolsó ellenfél    |
| 2017       | –               | –                | Selejtező (Q2) | B Mattek-Sands    | Selejtező (Q3) | Bianca Andreescu | 1. kör         | Venus Williams     |
| 2018       | 1. kör          | Elise Mertens    | 2. kör         | Elina Szvitolina  | 1. kör         | Rebecca Peterson | 1. kör         | Viktorija Azaranka |
| 2019       | 2. kör          | Elina Szvitolina | 3. kör         | Konta Johanna     | 1. kör         | Polona Hercog    | 1. kör         | A Van Uytvanck     |
| 2020       | 1. kör          | Julia Görges     | 1. kör         | Kristýna Plíšková | elmaradt       | elmaradt         | 1. kör         | Catherine McNally  |
| 2021       | 1. kör          | Arina Szabalenka | Selejtező (Q2) | Selejtező (Q2)    | Selejtező (Q1) | Selejtező (Q1)   | Selejtező (Q1) | Selejtező (Q1)     |
| 2022       | 1. kör          | Vang Hszi-jü     | Selejtező (Q3) | Selejtező (Q3)    | Selejtező (Q2) | Selejtező (Q2)   | 2. kör         | Shelby Rogers      |
| 2023       | Selejtező (Q1)  | Selejtező (Q1)   | 1. kör         | Elise Mertens     | 1. kör         | Elise Mertens    | 1. kör         | Vang Hszi-jü       |
| 2024       | Selejtező (Q1)  | Selejtező (Q1)   | Selejtező (Q1) | Selejtező (Q1)    | Selejtező (Q1) | Selejtező (Q1)   | Selejtező (Q1) | Selejtező (Q1)     |
| 2025       | Selejtező (Q1)  | Selejtező (Q1)   |                |                   |                |                  |                |                    |

### Páros
| Grand Slam | Australian Open         | Australian Open                    | Roland Garros            | Roland Garros                         | Wimbledon                | Wimbledon                             | US Open                | US Open                      |
| Év         | Eredmény                | Utolsó ellenfél                    | Eredmény                 | Utolsó ellenfél                       | Eredmény                 | Utolsó ellenfél                       | Eredmény               | Utolsó ellenfél              |
| 2019       | 1. kör M Rybáriková     | Samantha Stosur Csang Suaj         | 2. kör Belinda Bencic    | V Azaranka Ashleigh Barty             | 1. kör Belinda Bencic    | Kirsten Flipkens Johanna Larsson      | Elődöntő A Szasznovics | V Azaranka Ashleigh Barty    |
| 2020       | 3. kör A Szasznovics    | Babos Tímea Kristina Mladenovic    | 3. kör Kristýna Plíšková | Barbora Krejčíková Kateřina Siniaková | elmaradt                 | elmaradt                              | 1. kör A Szasznovics   | Jessica Pegula Shelby Rogers |
| 2021       | 3. kör Anna Kalinszkaja | Aleksandra Krunić Martina Trevisan | 1. kör Anna Kalinszkaja  | Hibino Nao Okszana Kalasnikova        | 3. kör Arantxa Rus       | Barbora Krejčíková Kateřina Siniaková | 1. kör Arantxa Rus     | Miyu Kato Sabrina Santamaria |
| 2022       | 3. kör Vera Zvonarjova  | Aojama Súko Sibahara Ena           | 1. kör S Santamaria      | Han Hszin-jün Csu Lin                 | 2. kör Arantxa Rus       | Magdalena Fręch B Haddad Maia         | –                      | –                            |
| 2023       | –                       | –                                  | –                        | –                                     | 3. kör Tereza Mihalíková | Naiktha Bains Maia Lumsden            | –                      | –                            |
| 2024       | 1. kör Anna Danilina    | Caroline Dolehide Peyton Stearns   |                          |                                       |                          |                                       |                        |                              |

## Év végi világranglista-helyezései
| Év     | 2014 | 2015 | 2016 | 2017 | 2018 | 2019 | 2020 | 2021 | 2022 | 2023 | 2024 |
| Egyéni | 703. | 440. | 225. | 132. | 56.  | 52.  | 96.  | 174. | 146. | 117. | 241. |
| Páros  | −    | 840. | 437. | 554. | 127. | 29.  | 29.  | 57.  | 89.  | 78.  | 159. |